# The Con (album)
The Con je páté studiové album kanadského rockového dua Tegan and Sara, které vyšlo 24. července 2007 (18. února 2008 ve UK). Hosty na tomto albu jsou Jason McGerr ze skupiny Death Cab for Cutie, Matt Sharp z The Rentals a předtím Weezer (na Sařiných skladbách), Hunter Burgan z AFI (na Teganiných skladbách) a Kaki King.
Album je věnováno Ritě Clement a Burtu Harrisovi.
Píseň "The Con" je součástí videohry s názvem Rock Band 3.

## Zázemí
Album bylo napsáno během intenzivního citového zmatku obou členek skupiny. Sara "zápasila" s kanadskými imigračními úřady, aby její přítelkyně narozená v USA získala pracovní vízum, a aby tak mohli žít spolu. Tegan se vyrovnávala s rozpadem jejího pětiletého vztahu. V té době se také vyrovnávaly se smrtí jejich babičky, která pro ně byla něco jako druhá matka. Tegan dále uvedla, že to byly právě ty důvody, proč je album The Con "velmi tmavé, protože odráží naše stárnutí a konce dlouhotrvajících vztahů" .
Jak bylo ohlášeno na jejich MySpace profilu, speciální edice CD/DVD vyšla ve stejnou dobu jako CD verze. CD/DVD obsahuje nálepku Parental advisory (tj. alba s explicitními výrazy) varující před sprostými slovy na DVD, přestože CD žádné neobsahuje.
"Back in Your Head", první singl a zároveň druhý singl "The Con," byly užity k promo-akčním účelům. Vinylové vydání tohoto alba obsahuje také reklamní kopii alba "The Con" na CD. Skladba "Call it Off" je jejich třetí singl z tohoto alba. Hudební videoklip k písni "Call It Off" vyšel 15. září 2008.
Podle DVD edice se album provizorně nazývalo Sugar, Spell It Out. DVD také prozrazuje, že provizorní název písně "The Con" byl "Encircle Me" a skladba "Like O, Like H" byla předtím nazvaná "SOS."
EE Storey, umělecká ředitelka kapely, navrhla obal desky.
Pro část jejich turné po USA natočily krátká videa nazvaná "Trailer Talk", která vyvěsili ne jejich MySpace profil.
Výtěžek z 1,500 kopií alba The Con, prodaných na koncertech, byl věnován na charitu.

## Recenze kritiků
Album The Con obdrželo pozitivní recenze médií: dosáhlo skóre 80 v recenzi na webu Metacritic. Album startovalo na 34. příčce americké hitparády Billboard 200, za prodání více než 19 000 kopií v prvním týdnu.. V druhém týdnu spadlo z top 50 nejprodávanějších alb na příčku 69 za prodání 10 000 kopií, 29 000 celkem.
Magazín Filter popsal album The Con jako "překvapivě tmavé, nabízející charakteristické vibrace, obsahující kapelu, která se naučila jak využít energii, s použitím pěkného pop-folku a nové hluboce ovlivňující značkou melancholie." PopMatters ohodnotil The Con 8 z 10, nazývaje ho jako "velmi, velmi dobré. Přesněji je to jedno z nejlepších alb roku 2007 a jedno z nejlepších popových alb všech dob."
BestEverAlbums.com označil album The Con jako doposud nejlepší album dua Tegan and Sara, zařadil ho na 786. příčku jejich seznamu nejlepších alb všech dob a na 190. příčku nejlepších alb od roku 2000.

## Seznam skladeb
| Pořadí         | Název                 | Délka |
| -------------- | --------------------- | ----- |
| 1.             | I Was Married         | 1:36  |
| 2.             | Relief Next to Me     | 3:04  |
| 3.             | The Con               | 3:33  |
| 4.             | Knife Going In        | 2:13  |
| 5.             | Are You Ten Years Ago | 3:21  |
| 6.             | Back in Your Head     | 3:00  |
| 7.             | Hop a Plane           | 1:53  |
| 8.             | Soil, Soil            | 1:27  |
| 9.             | Burn Your Life Down   | 2:26  |
| 10.            | Nineteen              | 3:00  |
| 11.            | Floorplan             | 3:41  |
| 12.            | Like O, Like H        | 2:43  |
| 13.            | Dark Come Soon        | 3:11  |
| 14.            | Call It Off           | 2:25  |
| Celková délka: | Celková délka:        | 37:37 |

## Obsah DVD
- The Con: The Movie (Making of the album) - film o tvorbě alba
- Extra
  - Ptosis: Explained (vysvětlení Ptosis, což je pokles očního víčka, onemocnění, kterým trpí Tegan)
  - Ptosis Outtakes (vystřižené části)
  - Duct Tape Dreads
  - Feelings Report
  - Video kapitoly

## Obsazení
- Tegan Quin – kytara, klávesy, piano, zpěv
- Sara Quin – kytara, klávesy, piano, zpěv
- Christopher Walla – kytara (skladby 6, 10), klávesy (s. 12), varhany (s. 6), shakers (s. 6), cymbál (5), malinkatá kytara (5, 14), basová kytara (4, 9)
- Ted Gowans – kytara (2, 3, 6, 7, 9, 10, 14), klávesy (2, 4, 5, 6, 10, 11, 12, 13), varhany (13)
- Matt Sharp – basová kytara (1, 2, 6, 9, 11, 12) na všech Sařiných skladbách
- Hunter Burgan – basová kytara (3, 7, 8, 10, 13, 14) na všech Teganiných skladbách
- Kaki King – lap steel (4), kytara (11)
- Jason McGerr – bubny, perkuse